# Бокс на літніх Олімпійських іграх 2008
Змагання з боксу на літніх Олімпійських іграх 2008 року проходили протягом всіх Ігор з 9 по 24 серпня у Палаці спорту «Пролетар». Було розіграно 11 комплектів нагород. Взяли участь 283 спортсмена з 77 країн.
Головною сенсацією турніру стало те, що вперше за довгий час кубинські боксери залишилися без золотих нагород на Олімпійських іграх (у 2000 році у Сіднеї кубинці виграли 4 золота, у 2004 році в Афінах — 5). У 11 вагових категоріях кубинці виграли 4 срібла та 4 бронзи, за загальною кількістю нагород суттєво випередивши будь-яку іншу країну: ніхто не виграв більше 4 нагород. У фінальних поєдинках найуспішніше виступили китайці та росіяни — тільки їм вдалося виграти по 2 золота, ще 7 країн виграли по одній медалі найвищої гідності.
20-річний українець Василь Ломаченко, який виграв золото у ваговій категорії до 57 кг, отримав Кубок Вела Баркера як найкращий боксер турніру.
30-річний Брюно Жюлі, вигравши бронзу у категорії до 54 кг, приніс Маврикію першу в історії олімпійську медаль у всіх видах спорту.

## Медалі

### Загальний залік
(Жирним виділено найбільшу кількість медалей в своїй категорії; приймаюча країна також виділена) 
| Загальна кількість медалей |                          |        |        |        |        |
| Місце                      | Країна                   | Золото | Срібло | Бронза | Всього |
| 1                          | Китай                    | 2      | 1      | 1      | 4      |
| 2                          | Росія                    | 2      | 0      | 1      | 3      |
| 3                          | Італія                   | 1      | 1      | 1      | 3      |
| 4                          | Монголія                 | 1      | 1      | 0      | 2      |
| 4                          | Тайланд                  | 1      | 1      | 0      | 2      |
| 6                          | Велика Британія          | 1      | 0      | 2      | 3      |
| 7                          | Казахстан                | 1      | 0      | 1      | 2      |
| 7                          | Україна                  | 1      | 0      | 1      | 2      |
| 9                          | Домініканська Республіка | 1      | 0      | 0      | 1      |
| 10                         | Куба                     | 0      | 4      | 4      | 8      |
| 11                         | Франція                  | 0      | 2      | 1      | 3      |
| 12                         | Ірландія                 | 0      | 1      | 2      | 3      |
| 13                         | Азербайджан              | 0      | 0      | 1      | 1      |
| 13                         | Вірменія                 | 0      | 0      | 1      | 1      |
| 13                         | Індія                    | 0      | 0      | 1      | 1      |
| 13                         | Маврикій                 | 0      | 0      | 1      | 1      |
| 13                         | Молдова                  | 0      | 0      | 1      | 1      |
| 13                         | Південна Корея           | 0      | 0      | 1      | 1      |
| 13                         | США                      | 0      | 0      | 1      | 1      |
| 13                         | Туреччина                | 0      | 0      | 1      | 1      |

### Медалісти
| Дисципліна                  | Золото                                         | Срібло                           | Бронза                          |
| До 48 кг див. докладніше    | Цзоу Шимін · Китай                             | Пуревдоржийн Сердамба · Монголія | Патрік Барнс · Ірландія         |
| До 48 кг див. докладніше    | Цзоу Шимін · Китай                             | Пуревдоржийн Сердамба · Монголія | Ямп'єр Ернандес · Куба          |
| До 51 кг див. докладніше    | Сомджит Джонгджохор · Тайланд                  | Андрі Лаффіта · Куба             | Георгій Балакшин · Росія        |
| До 51 кг див. докладніше    | Сомджит Джонгджохор · Тайланд                  | Андрі Лаффіта · Куба             | Вінченцо Пікарді · Італія       |
| До 54 кг див. докладніше    | Енхбатин Бадар-Ууган · Монголія                | Янк'єль Леон · Куба              | В'ячеслав Гожан · Молдова       |
| До 54 кг див. докладніше    | Енхбатин Бадар-Ууган · Монголія                | Янк'єль Леон · Куба              | Брюно Жюлі · Маврикій           |
| До 57 кг див. докладніше    | Василь Ломаченко · Україна                     | Кедафі Джелькір · Франція        | Якуп Кіліч · Туреччина          |
| До 57 кг див. докладніше    | Василь Ломаченко · Україна                     | Кедафі Джелькір · Франція        | Шахін Імранов · Азербайджан     |
| До 60 кг див. докладніше    | Олексій Тищенко · Росія                        | Дауда Сов · Франція              | Грачик Джавахян · Вірменія      |
| До 60 кг див. докладніше    | Олексій Тищенко · Росія                        | Дауда Сов · Франція              | Йорденіс Угас · Куба            |
| До 64 кг див. докладніше    | Мануель Фелікс Діас · Домініканська Республіка | Манус Бунжумнонг · Тайланд       | Роньєль Іглесіас · Куба         |
| До 64 кг див. докладніше    | Мануель Фелікс Діас · Домініканська Республіка | Манус Бунжумнонг · Тайланд       | Алексіс Вастін · Франція        |
| До 69 кг див. докладніше    | Бакит Сарсекбаєв · Казахстан                   | Карлос Банто Суарес · Куба       | Ханаті Силаму · Китай           |
| До 69 кг див. докладніше    | Бакит Сарсекбаєв · Казахстан                   | Карлос Банто Суарес · Куба       | Кім Чон Джу · Південна Корея    |
| До 75 кг див. докладніше    | Джеймс Дегейл · Велика Британія                | Еміліо Корреа · Куба             | Віджендер Сінґх · Індія         |
| До 75 кг див. докладніше    | Джеймс Дегейл · Велика Британія                | Еміліо Корреа · Куба             | Даррен Сазерленд · Ірландія     |
| До 81 кг див. докладніше    | Чжан Сяопін · Китай                            | Кенні Іган · Ірландія            | Тоні Джеффріс · Велика Британія |
| До 81 кг див. докладніше    | Чжан Сяопін · Китай                            | Кенні Іган · Ірландія            | Еркебулан Шиналієв · Казахстан  |
| До 91 кг див. докладніше    | Рахім Чакхієв · Росія                          | Клементе Руссо · Італія          | Деонтей Вайлдер · США           |
| До 91 кг див. докладніше    | Рахім Чакхієв · Росія                          | Клементе Руссо · Італія          | Осмай Акоста · Куба             |
| Понад 91 кг див. докладніше | Роберто Каммарелле · Італія                    | Чжан Чжілей · Китай              | Девід Прайс · Велика Британія   |
| Понад 91 кг див. докладніше | Роберто Каммарелле · Італія                    | Чжан Чжілей · Китай              | В'ячеслав Глазков · Україна     |

## Кваліфікація
Кожен національний комітет міг виставити не більше одного спортсмена в кожній ваговій категорії згідно з кількістю ліцензій, завойованих на міжнародних змаганнях, таких як чемпіонати світу й континентальні чемпіонати.
Всього квоти розподілені таким чином:
| Категорія   | Африка | Азія | Європа | Америка | Океанія | Країна-організатор | Всього |
| ----------- | ------ | ---- | ------ | ------- | ------- | ------------------ | ------ |
| До 48 кг    | 6      | 6    | 8      | 6       | 1       | 1                  | 28     |
| До 51 кг    | 6      | 6    | 8      | 6       | 1       | 1                  | 28     |
| До 54 кг    | 6      | 6    | 8      | 6       | 1       | 1                  | 28     |
| До 57 кг    | 6      | 6    | 8      | 6       | 1       | 1                  | 28     |
| До 60 кг    | 6      | 5    | 9      | 6       | 1       | 1                  | 28     |
| До 64 кг    | 6      | 5    | 9      | 6       | 1       | 1                  | 28     |
| До 69 кг    | 6      | 5    | 9      | 6       | 1       | 1                  | 28     |
| До 75 кг    | 6      | 5    | 9      | 6       | 1       | 1                  | 28     |
| До 81 кг    | 6      | 5    | 9      | 6       | 1       | 1                  | 28     |
| До 91 кг    | 3      | 2    | 7      | 3       | 1       | —                  | 16     |
| Понад 91 кг | 3      | 2    | 7      | 3       | 1       | —                  | 16     |
| Всього      | 60     | 53   | 91     | 60      | 11      | 9                  | 284    |

Також два місця були додані Тристоронньої комісією, тому в підсумку брали участь 286 спортсменів.

## Календар
| Серпня      | 9          | 10         | 11         | 12         | 13         | 14         | 15         | 16         | 17          | 18          | 19          | 20          | 22       | 23    | 24    |
| ----------- | ---------- | ---------- | ---------- | ---------- | ---------- | ---------- | ---------- | ---------- | ----------- | ----------- | ----------- | ----------- | -------- | ----- | ----- |
| До 48 кг    |            |            |            |            | Відбіркові |            |            | Відбіркові |             |             | Чвертьфінал |             | Півфінал |       | Фінал |
| До 51 кг    |            |            |            | Відбіркові |            |            |            | Відбіркові |             |             |             | Чвертьфінал | Півфінал | Фінал |       |
| До 54 кг    |            |            |            | Відбіркові |            |            | Відбіркові |            |             | Чвертьфінал |             |             | Півфінал |       | Фінал |
| До 57 кг    |            |            | Відбіркові |            |            |            | Відбіркові |            |             | Чвертьфінал |             |             | Півфінал | Фінал |       |
| До 60 кг    |            |            | Відбіркові |            |            |            | Відбіркові |            |             |             | Чвертьфінал |             | Півфінал |       | Фінал |
| До 64 кг    |            | Відбіркові |            |            |            | Відбіркові |            |            | Чвертьфінал |             |             |             | Півфінал | Фінал |       |
| До 69 кг    |            | Відбіркові |            |            |            | Відбіркові |            |            | Чвертьфінал |             |             |             | Півфінал |       | Фінал |
| До 75 кг    | Відбіркові |            |            |            |            |            |            | Відбіркові |             |             |             | Чвертьфінал | Півфінал | Фінал |       |
| До 81 кг    | Відбіркові |            |            |            |            | Відбіркові |            |            |             |             | Чвертьфінал |             | Півфінал |       | Фінал |
| До 91 кг    |            |            |            |            | Відбіркові |            |            |            | Чвертьфінал |             |             |             | Півфінал | Фінал |       |
| Понад 91 кг |            |            |            |            | Відбіркові |            |            |            |             | Чвертьфінал |             |             | Півфінал |       | Фінал |

|  | Дні змагань |  | Фінальні дні |